# Церква Снігів
Церква Снігів (англ. Chapel of the Snows) — позаконфесійна християнська церква-каплиця в Антарктиці, одна з найбільш південних культових споруд у світі.

## Розташування
Належить до американської антарктичної станції Мак-Мердо, розташованої на острові Росса. Є найпівденнішою будівлею релігійного призначення у світі, донедавна була і найпівденнішою культовою спорудою взагалі; на даний час на більшій (приблизно на 1 хвилину) південній широті розташована тільки католицька каплиця печерного типу, вирубана в крижаному масиві в зоні аргентинської бази «Бельграно II».

## Релігійні громади та служби

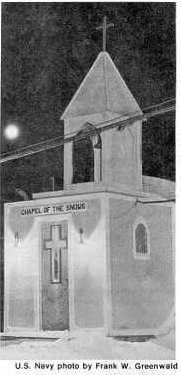
Стара будівля церкви в 1966 році

У церкві регулярно проводяться служби за католицькими і протестантськими (англіканськими) обрядами. У літній (для південної півкулі) період служби проводяться священиками відповідних громад на вахтовій / ротаційній основі; католицькі священики надаються архиєпархією Нової Зеландії, а протестантські — Військово-повітряними силами Національної гвардії США. Крім основних двох громад, в Церкві Снігів за домовленістю лідерів відповідних груп проводяться служби та зустрічі представників інших конфесій та віросповідань (включаючи мормонів, буддистів і бахаїстів), й навіть нерелігійних груп (наприклад, «анонімних алкоголіків».

## Заснування
Церква була заснована в 1956 році, проте стара будівля (на ілюстрації зліва) згоріла в 1978 році і було замінена тимчасовою каплицею. Нова будівля, у якій могло поміститися до 63 прихожан / відвідувачів, була зведена влітку 1988—1989 років і освячена 20 січня 1989 року в ході служби, що зібрала близько 80 осіб, яку очолював капелан допоміжних сил ВМС США в Антарктиці лейтенант М. Бред Йортон за участю отця Джерарда Крейга з церкви Hoon Hay Parish в Крайстчерчі (Нова Зеландія). Після введення в дію нової будівлі церкви тимчасову споруду (згодом знищену під час шторму в травні 1991 року) використовували для інших потреб.

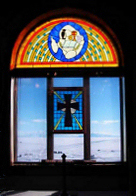
Вітражі церкви

## Архітектура
При частковій схожості архітектури зі старою церквою, нова була прикрашена вітражами з символікою крижаного континенту (на ілюстрації праворуч). Крім того, в ній зберігаються сувеніри, пов'язані з участю військово-морського флоту США в організації та оснащенні американської антарктичної програми в 1955—1956 роках в ході місії Deep Freeze, а в літній сезон — привізний срібно-золотий потир, відомий як Erebus Chalice, подарований Церкві вдовою Роберта Скотта та названий на честь одного з кораблів експедиції Джеймса Росса; його привозили з собою священики і використовували в різдвяній службі. У зимовий сезон потир зберігався в Кафедральному соборі Крайстчерча (Нова Зеландія), а після його руйнування внаслідок землетрусу в 2011 році, — там же в місцевій католицькій школі.
Вівтар церкви також пов'язаний з ім'ям Роберта Скотта і пожертвуваний Церкві Снігів церквою St. Saviour's Chapel в Літтелтоні (Нова Зеландія), де Скотт молився перед стартом експедиції «Терра-Нова».